# Mariano de Cossío
Mariano de Cossío y Martínez-Fortún (Valladolid, 1890-Valladolid, 1960) fue un pintor y profesor español.

## Biografía
Nacido el 2 de agosto de 1890 en Valladolid, era hermano de José María de Cossío y de Francisco de Cossío. En 1928 presentó en Madrid veintiún cuadros en una exposición en el Museo Moderno, entre los cuales se encontraron Naturaleza muerta, Ramas de membrillos, Membrillos, Ajedrez, Remolino, Libros, Vino, Huevos y Limones, Caballero joven con gabán gris y Gitano, además de dos retratos de niños. Cultivó la pintura de naturaleza muerta. De 1940 en adelante estuvo instalado en la isla canaria de Tenerife, donde ejerció la docencia. Falleció en su ciudad natal el 5 de enero de 1960.